# Scailleteux
Scailleteux est le nom donné à l'ouvrier des ardoisières dans les Ardennes, et specialement à Fumay.
Ce mot, de la famille d'écaille, reflète bien l'activité, consistant à séparer de la masse le schiste ardoisier sans le briser.
Un article de l'Encyclopédie de Diderot décrit l'exploitation de l'ardoise vers 1700.